# Saint-Pierre-du-Bû
Saint-Pierre-du-Bû est une commune française, située dans le département du Calvados en région Normandie.

## Géographie

### Localisation
Saint-Pierre-du-Bû est un village normand du Calvados jouxtant par le sud Falaise et situé à vol d'oiseau à 37 km au sud-est de Caen, 22 km au sud-est de Saint-Pierre-en-Auge, 20 km au nord-ouest d'Argentan et à 29 km au nord-est de Flers.
Il se trouve dans l'aire d'attraction de Caen et dans la zone d'emploi de cette ville, ainsi que dans le bassin de vie de Falaise.

### Communes limitrophes
Les communes limitrophes sont  Cordey, Falaise, La Hoguette et Saint-Martin-de-Mieux.

### Géologie et relief
La superficie de la commune est de 7,39 km2 ; son altitude varie de 159  à   236 mètres.

### Hydrographie
La commune est située dans le bassin Seine-Normandie. Elle est drainée par le Trainefeuille, le cours d'eau 01 de Rochefort, le ruisseau du Gué Pierreux, le cours d'eau 02 de Saint-Aubin, le ruisseau du Val et le fossé 01 du Bel Air,,.
Le Trainefeuille, d'une longueur de 14 km, prend sa source dans la commune  et se jette  dans la Dives à Beaumais, après avoir traversé sept communes. 

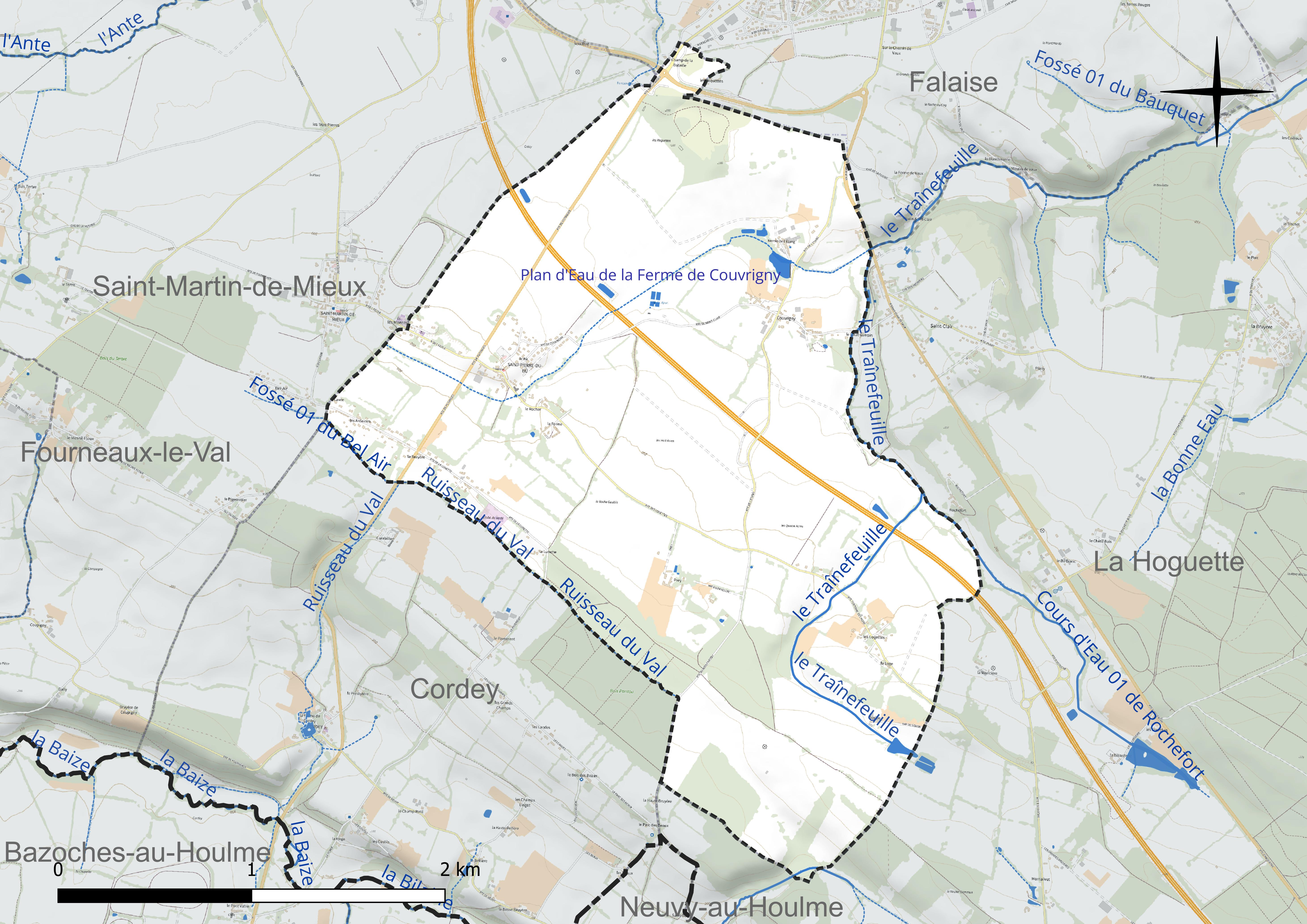
Réseau hydrographique de Saint-Pierre-du-Bû.

Un plan d'eau complète le réseau hydrographique : le plan d'eau de la Ferme de Couvrigny (0,9 ha),.

### Climat
Pour des articles plus généraux, voir Climat de la Normandie et Climat du Calvados.
En 2010, le climat de la commune est de type climat océanique altéré, selon une étude du CNRS s'appuyant sur une série de données couvrant la période 1971-2000. En 2020, Météo-France publie une typologie des climats de la France métropolitaine dans laquelle la commune est exposée à un climat océanique et est dans la région climatique Normandie (Cotentin, Orne), caractérisée par une pluviométrie relativement élevée (850 mm/a) et un été frais (15,5 °C) et venté. Parallèlement le GIEC normand, un groupe régional d'experts sur le climat, différencie quant à lui, dans une étude de 2020, trois grands types de climats pour la région Normandie, nuancés à une échelle plus fine par les facteurs géographiques locaux. La commune est, selon ce zonage, exposée à un « climat des plateaux abrités », correspondant à la plaine agricole de Caen à Falaise, sous le vent des collines de Normandie et proche de la mer, se caractérisant par une pluviométrie et des contraintes thermiques modérées.
Pour la période 1971-2000, la température annuelle moyenne est de 10,2 °C, avec une amplitude thermique annuelle de 13,1 °C. Le cumul annuel moyen de précipitations est de 797 mm, avec 12,5 jours de précipitations en janvier et 7,6 jours en juillet. Pour la période 1991-2020, la température moyenne annuelle observée sur la station météorologique la plus proche, située sur la commune de Damblainville à 9 km à vol d'oiseau, est de 11,6 °C et le cumul annuel moyen de précipitations est de 716,8 mm,. Pour l'avenir, les paramètres climatiques de la commune estimés pour 2050 selon différents scénarios d'émission de gaz à effet de serre sont consultables sur un site dédié publié par Météo-France en novembre 2022.

## Urbanisme

### Typologie
Au 1er janvier 2024, Saint-Pierre-du-Bû est catégorisée commune rurale à habitat dispersé, selon la nouvelle grille communale de densité à 7 niveaux définie par l'Insee en 2022.
Elle est située hors unité urbaine. Par ailleurs la commune fait partie de l'aire d'attraction de Caen, dont elle est une commune de la couronne,. Cette aire, qui regroupe 296 communes, est catégorisée dans les aires de 200 000 à moins de 700 000 habitants,.

### Occupation des sols

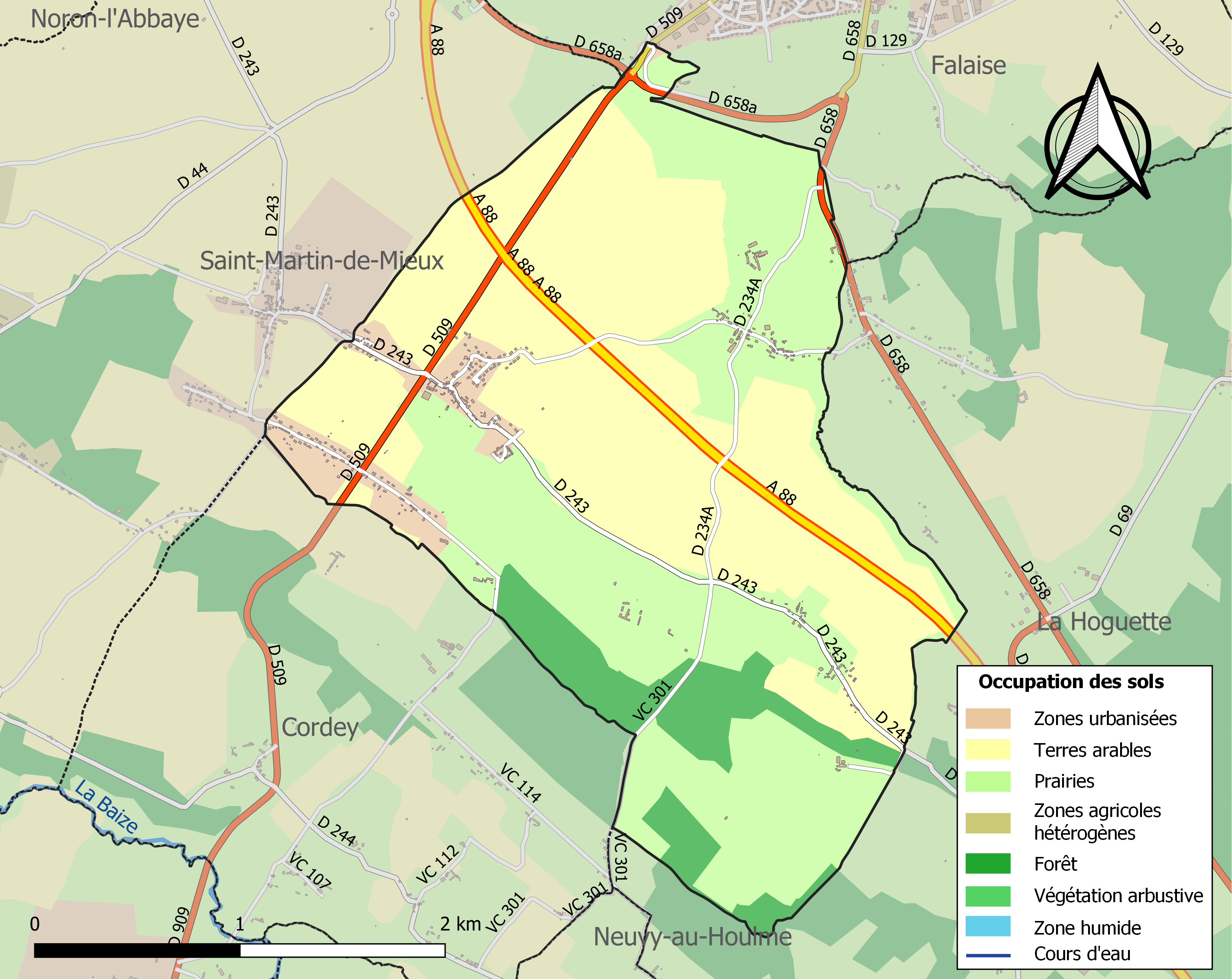
Carte des infrastructures et de l'occupation des sols de la commune en 2018 (CLC).

L'occupation des sols de la commune, telle qu'elle ressort de la base de données européenne d'occupation biophysique des sols Corine Land Cover (CLC), est marquée par l'importance des territoires agricoles (86,4 % en 2018), une proportion sensiblement équivalente à celle de 1990 (86,9 %). La répartition détaillée en 2018 est la suivante : 
terres arables (47,5 %), prairies (38,9 %), forêts (8,5 %), zones urbanisées (5 %). L'évolution de l'occupation des sols de la commune et de ses infrastructures peut être observée sur les différentes représentations cartographiques du territoire : la carte de Cassini (XVIIIe siècle), la carte d'état-major (1820-1866) et les cartes ou photos aériennes de l'IGN pour la période actuelle (1950 à aujourd'hui).

### Lieux-dits, hameaux et écarts
La commune compte un hameau, Couvrigny.

### Voies de communication et transports
Saint-Pierre-du-Bû est traversé par l'autoroute A88 et desservie par l'ancienne route nationale 809 (actuelle RD 509) et la RD 658A, qui forme un contournement sud de Falaise.

## Toponymie
Le nom de la localité est attesté sous la forme Sanctus Petrus du Bu en 1199.
L'hagiotoponyme Saint-Pierre fait référence à Pierre (apôtre), premier évêque de Rome.
L'élément Bû, partagé avec l'ancienne paroisse voisine de Saint-Martin-du-Bû, est issu de l'ancien français bos, bosq ou bus, « bois », lui-même issu du germanique bosk.
La carte de Cassini porte la mention Bois-Penthou. Il s'agit d'un bois situé sur la commune.

## Histoire
En 1828, la commune, instituée par la Révolution française, compte 402 habitants, dont 10 bonnetiers ;  En 1885, elle compte 103 maisons, 300 habitants dont 20 bonnetiers.
Lors de la Seconde Guerre mondiale, accueille une centaine de réfugiés dans la ferme du maire de l'époque. Sept civils sont tués le 17 août 1944 pendant un tir d'artillerie alliée (britannique), lors des combats de la Libération de la France. Soixante-deux des  63 maisons du village sont endommagés et détruisent les vitraux de l'église,.
La commune subit les bombardements qui rasent Falaise. Elle a été décorée de la Croix de guerre 1939-1945

## Politique et administration

### Rattachements administratifs et électoraux

#### Rattachements administratifs
La commune se trouve depuis 1926 dans l'arrondissement de Caen du département du Calvados.
Elle faisait partie  canton de Falaise-Nord. Dans le cadre du redécoupage cantonal de 2014 en France, cette circonscription administrative territoriale a disparu, et le canton n'est plus qu'une circonscription électorale.

#### Rattachements électoraux
Pour les élections départementales, la commune fait partie depuis 2014 du canton de Falaise.
Pour l'élection des députés, elle fait partie de la troisième circonscription du Calvados.

### Intercommunalité
Saint-Pierre-du-Bû est membre fondatrice  de la communauté de communes du Pays de Falaise, un établissement public de coopération intercommunale (EPCI) à fiscalité propre créé en 1993 et auquel la commune a transféré un certain nombre de ses compétences, dans les conditions déterminées par le code général des collectivités territoriales.

### Administration municipale
Compte tenu de la population de la commune, son conseil municipal est composé de onze membres dont le maire et ses adjoints.

### Liste des maires
| Période   | Période                   | Identité           | Étiquette                | Qualité                                                      |
| --------- | ------------------------- | ------------------ | ------------------------ | ------------------------------------------------------------ |
| 1931      | 1977                      | Maurice Gervais    | Rad., RGR, UNR, puis DVD | Agriculteur Conseiller général de Falaise-Nord (1945 → 1973) |
| mars 1977 | mars 2001                 | Serge Chesne,      | SE                       | Garagiste                                                    |
| mars 2001 | 2014                      | Daniel Liégard     | SE                       | Directeur d'école                                            |
| 2014      | En cours (au 31 mai 2024) | Jean-Claude Leroux | SE                       | Retraité Réélu pour le mandat 2020-2026,                     |

## Équipements et services publics
Un distributeur automatique de pains est installé dans la commune en 2022.

### Enseignement
Les enfants de la commune sont scolarisés avec ceux de Saint-Martin-de-Mieux, Fourneaux-le-Val et de Cordey dans le cadre du regroupement pédagogique intercommunal (RPI) des Bruyères.

## Population et société
Les habitants de la commune sont les Pétroviens et les Pétroviennes.

### Démographie
L'évolution du nombre d'habitants est connue à travers les recensements de la population effectués dans la commune depuis 1793. Pour les communes de moins de 10 000 habitants, une enquête de recensement portant sur toute la population est réalisée tous les cinq ans, les populations de référence des années intermédiaires étant quant à elles estimées par interpolation ou extrapolation. Pour la commune, le premier recensement exhaustif entrant dans le cadre du nouveau dispositif a été réalisé en 2006.

En 2022, la commune comptait 442 habitants, en évolution de −6,95 % par rapport à 2016 (Calvados : +1,58 %, France hors Mayotte : +2,11 %).
| 1793 | 1800 | 1806 | 1821 | 1831 | 1836 | 1841 | 1846 | 1851 |
| ---- | ---- | ---- | ---- | ---- | ---- | ---- | ---- | ---- |
| 398  | 401  | 418  | 404  | 434  | 438  | 424  | 410  | 422  |

| 1856 | 1861 | 1866 | 1872 | 1876 | 1881 | 1886 | 1891 | 1896 |
| ---- | ---- | ---- | ---- | ---- | ---- | ---- | ---- | ---- |
| 389  | 385  | 367  | 324  | 300  | 300  | 308  | 283  | 268  |

| 1901 | 1906 | 1911 | 1921 | 1926 | 1931 | 1936 | 1946 | 1954 |
| ---- | ---- | ---- | ---- | ---- | ---- | ---- | ---- | ---- |
| 258  | 232  | 247  | 268  | 292  | 286  | 251  | 297  | 264  |

| 1962 | 1968 | 1975 | 1982 | 1990 | 1999 | 2006 | 2011 | 2016 |
| ---- | ---- | ---- | ---- | ---- | ---- | ---- | ---- | ---- |
| 251  | 238  | 207  | 242  | 335  | 412  | 440  | 479  | 475  |

| 2021 | 2022 | - | - | - | - | - | - | - |
| ---- | ---- | - | - | - | - | - | - | - |
| 453  | 442  | - | - | - | - | - | - | - |

## Culture locale et patrimoine

### Lieux et monuments
- L'église Saint-Pierre, du XIIe siècle, avec un portail à décor de bâtons rompus, une tour-clocher du XVe siècle, des lambris de couvrement datant de 1621[37]. Ses nouveaux vitraux réalisés après les destructions de la Seconde Guerre mondiale, ont été inaugurés le 4 novembre 1962 par Monseigneur Chatillon[25].
- Le manoir de Couivrigny[38] du XVIIe siècle. Le manoir situé à 1,5 km à l'est-nord-est, près de la RD 243 daterait du XVe siècle[39].
- Maison de Prémontrés, datant de 1735 et abritant les chanoines prémontrés de l'abbaye de saint Jean de falaise desservant la paroisse[40].
- Maisons et fermes anciennes[41],[42],[23],[43].
- Croix de cimetière datant probablement du XVIIe siècle[44].
- Croix de chemin dans le village, du début du XIXe siècle[45].